# 西南学院大学博物館
西南学院大学博物館（せいなんがくいんだいがくはくぶつかん）は、福岡県福岡市の西南学院大学内にある大学博物館。
「キリスト教主義教育という建学の精神にもとづき、具体的なモノ（博物館資料）をとおしてキリスト教文化の理解を深めることで、学生の教育に取り組み、その成果を学内のみならず地域社会にも発信する」ことを使命に掲げ、2006年（平成18年）5月に開館した。
キリスト教とその歴史や、日本におけるキリシタン信仰、西南学院創立者であるC.K.ドージャーに関するものなどを収蔵している。

## 文化財
福岡県指定有形文化財（建造物）
- 西南学院大学博物館（ドージャー記念館） - 2015年（平成27年）3月5日指定[2]

博物館建物は、西南学院本館・講堂としてウィリアム・メレル・ヴォーリズが設計し、1921年（大正10年）に竣工した。ジョージアン・コロニアル・スタイルという、レンガ積みの外観と左右対称の形状、窓周りを装飾した重量感のあるデザインを備えた建築様式で、寸法はそれぞれ間口が24m、奥行きが15m、軒高が10.4m、棟高が15mとなっている。その後、西南学院高等学校講堂を経て、2003年（平成15年）に西南学院中学校・高等学校が百道浜キャンパスへ移転したのに伴って耐震工事・修理復元工事が施され、博物館に生まれ変わった。なお、県指定有形文化財に指定される前の2004年（平成16年）3月に福岡市指定有形文化財に指定されていた。

## 加盟協議会等
- 日本博物館協会
- 全日本博物館学会
- 九州博物館協議会
- 福岡県博物館協議会
- 國學院大學博物館研究協力協定

## 開館時間
- 午前10時～午後6時

入館は午後5時半まで。
以下は休館日。
- 毎週日曜日
- 夏季休暇(8月10日～8月16日)
- キリスト降誕祭(12月25日)
- 年末・年始(12月28日～1月5日)

## 入館料
- 無料